# Michail Wassiljewitsch Staduchin
Michail Wassiljewitsch Staduchin (russisch Михаил Васильевич Стадухин; † 1666) war ein Kosake, der 1643/44 den Fluss Kolyma erreichte. Er gründete das spätere Nischnekolymsk. 1650 zog er mit seinem Kommando und dem Wassili Bugors von der Kolyma auf dem Landweg zum Anadyr.